# تلكؤ الجفن
تَلَكُّؤ الجَفْن أو تخَلُّف هبوط الجفنين العُلويَّين (بالإنجليزية: Lid lag)‏ هي حالة سُكونية، بحيث يكون الجفن العلوي أعلى من المُعتاد مع مقلة العين أثناء النظر لأسفل. تُعتبر من العلامات الشائِعة لاعتلال العين المنسوب لغريفز (مرض العين الدرقية)، ولكنهُ قد يحدث أيضًا نتيجةً لتغيراتٍ عصبية في الجفن أو تدلي الجفن الخلقي. يختلف تلكؤ الجفن عن علامة فون جريف والتي تحدث بشكلٍ ديناميكي. يُمكن أن يكون تلكؤ الجفن من علامات وذمة الملتحمة.